# Centaurium
El género Centaurium o Centaurion (anteriormente llamado Erythraea) contiene 31 especies aceptadas de plantas de la familia de las gentianáceas.

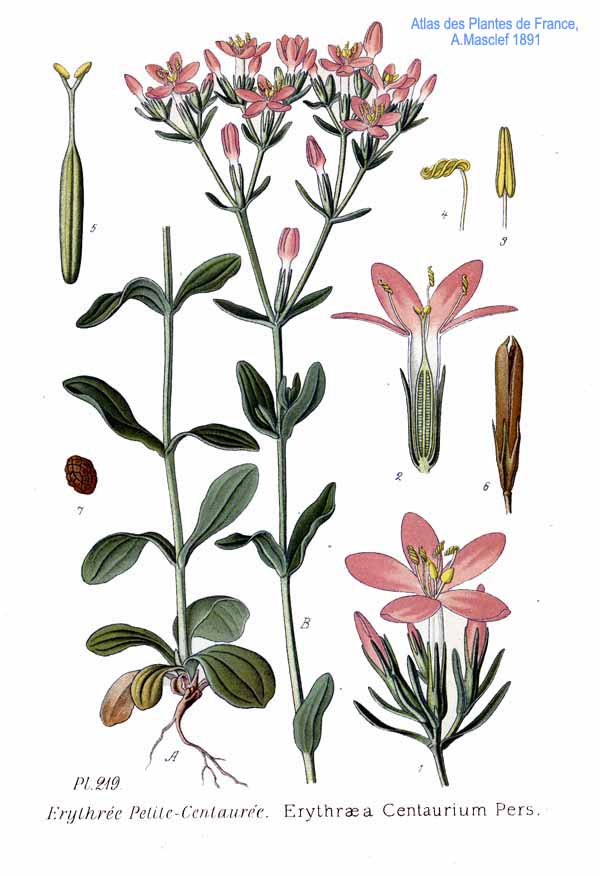
Centaurium erythraea

## Descripción
Son hierbas anuales, bianuales o perennes, glabras, caulescentes; tallos solitarios o múltiples desde un cáudice, teretes o 4-acostillados o alados. Hojas caulinares decusadas, opuestas, membranáceas a algo carnosas o coriáceas, sésiles y con la base abrazadora auriculada, con (1–) 3–5 nervios principales surgiendo desde la base, hojas basales arrosetadas generalmente presentes y muy diferentes a las caulinares. Inflorescencias laxas a compactas, de pocas a muchas flores, cimosas, racemosas, paniculadas, umbeladas, corimbiformes o capituliformes, flores pediceladas o sésiles, 4 o 5 (6)-meras; tubo del cáliz generalmente ca 1 mm de largo, lobos lanceolados, triangulares, subulados o filiformes, carinados; corola típicamente hipocraterimorfa, rosada, blanca o raramente amarilla, tubo cilíndrico, lobos oblongos, lanceolados a ovados o elípticos, apicalmente agudos a raramente acuminados u obtusos o raramente retusos; estambres con filamentos adheridos en la mitad superior del tubo de la corola, filiformes, no ensanchados en la base y sin apéndices, anteras sub-basifijas, lineares, oblongas o subsagitadas, o enroscadas en forma de hélice después de la dehiscencia o lateralmente espiraladas; ovario 1-locular, sésil, placentación generalmente entrando dentro de la cavidad, estigma más o menos subcapitado a algo bífido y de diversas formas, estilo generalmente exerto. Cápsula cilíndrica, oblonga a fusiforme, parcialmente rodeada por la corola marcescente y el cáliz persistentes; semillas ca 150–700 por cápsula.

## Usos
Son por lo general hierbas anuales, típicas de suelos secos y fotófilas  que son empleadas desde la época clásica como tónicos para las afecciones estomacales y hepáticas; contienen iridoides, flavonoides y xantonas, sobre todo en los pétalos de la flor y en las hojas.

## Taxonomía
El género fue descrito por (L.) Hill y publicado en The British Herbal 62–63, pl. 9 [upper left]. 1756. La especie tipo es: Gentiana centaurium L. 
Etimología
Centaurium: recibe su nombre por el centauro mitológico Quirón (que también da nombre a la tribu a que pertenecen, Chironieae), afamado como herbalista y médico.

## Especies
Algunas de las especies más frecuentemente empleadas son:
- Centaurium africanum Cass.
- Centaurium calycosum (Buckley) Fernald
- Centaurium cachanlahuen (Molina) B.L.Rob., 1910
- Centaurium erythraea (Griseb.) Wight
- Centaurium exaltatum (Griseb.) W.Wight ex Piper
- Centaurium floribundum B.L.Rob.
- Centaurium littorale (Turner) Gilmore
- Centaurium minus Moench
- Centaurium muhlenbergii (Griseb.) Wight
- Centaurium pulchellum (Sw.) Druce
- Centaurium quadrifolium L.
- Centaurium spicatum (L.) Fernald
- Centaurium texense (Griseb.) Fernald
- Centaurium uliginosum (Waldst. & Kit.) Fritsch

## Nombre común
En español se llama hierba centaurea.